# Chang Chang-sun
Chang Chang-sun   (Inchon, 12 de juny de 1942), també Jang Chang-Seon, és un lluitador sud-coreà, ja retirat, especialista en lluita lliure, que va competir durant la dècada de 1960.
El 1964 va prendre part en els Jocs Olímpics d'Estiu de Tòquio, on guanyà la medalla de plata en la competició del pes mosca del programa lluita lliure.
En el seu palmarès també destaca una medalla d'or en els Campionat del Món de 1966.